# Estudios islámicos
Estudios islámicos es el estudio académico, no-religioso, del Islam, análogo a campos afines como los estudios judaicos y los estudios coránicos. Los estudios islámicos buscan comprender el pasado y el potencial futuro del mundo islámico. En este programa interdisciplinario, participan especialistas de áreas diversas (historia, cultura, literatura, arte) que intercambian ideas relativas al campo de estudio en cuestión.
Generaciones de académicos en estudios islámicos, la mayoría formados con mentores orientalistas, ayudaron a tender puentes entre el estudios orientales y los estudios religiosos. La subdisciplina que surgió de este esfuerzo se denomina «estudios islámicos». El estudio del islam forma parte de una tradición que comenzó en el mundo académico occidental a escala profesional hace aproximadamente dos siglos, y que anteriormente se había vinculado a una preocupación social. Esta tradición académica no solo ha conducido a una acumulación de conocimientos, aunque algunos de ellos estén casi olvidados o muy descuidados, sino que también ha sido testigo de cambios importantes en los intereses, las preguntas, los métodos, la estética y la ética del islam.
Muchos programas académicos de estudios islámicos incluyen estudio histórico del islam, civilización islámica, historia del mundo musulmán, historiografía, derecho islámico, teología islámica y filosofía islámica. Los especialistas en estudios islámicos se concentran en el estudio detallado y académico de textos escritos en árabe en los campos de la teología islámica, el derecho islámico y el Corán y los hadices, junto con disciplinas auxiliares como el Tafsir, o exégesis del Corán. Sin embargo, a menudo aplican también métodos adaptados de varias disciplinas auxiliares, que van desde estudios bíblicos y filología clásica hasta historia moderna, historia del derecho y sociología.

## Panorama
Los académicos del campo de los estudios islámicos son referidos a menudo como «islamólogos», y la disciplina constituyó tradicionalmente la mayor parte de lo que solía llamarse estudios orientales. La generación transicional de islamólogos estuvo a caballo entre una época en la que los estudios islámicos estaban dominados por el orientalismo y la era posorientalista de la crítica poscolonial y la teoría crítica en las ciencias sociales y buena parte de los estudios religiosos. De hecho, algunas de las universidades occidentales más tradicionales aún otorgan títulos en árabe y estudios islámicos bajo el título principal de «estudios orientales». Este es el caso, por ejemplo, de la Universidad de Oxford, donde se imparten árabe clásico y estudios islámicos desde tan temprano como el siglo XVI, originalmente como una subdivisión de la Teología. Este último contexto dio a los primeros estudios académicos del islam su carácter de Estudios bíblicos y fue también consecuencia del hecho de que, en la Europa occidental de la Edad Moderna, la disciplina fue desarrollada por eclesiásticos cuyo objetivo principal había sido refutar los preceptos del islam. Hoy en día, los estudios académicos del islam suelen enseñarse y estudiarse junto con, o después de, un amplio estudio de la lengua árabe, con titulaciones de grado y posgrado en árabe y estudios islámicos en universidades como Georgetown, Exeter, Oxford, Leeds, SOAS (Londres), Yale, Leiden y Tubinga.
Un reciente informe del HEFCE enfatiza la creciente importancia estratégica para los gobiernos occidentales desde los 11 de septiembre de 2001 de los estudios islámicos en la educación superior y proporciona además una visión general internacional del estado del campo.

## Historia

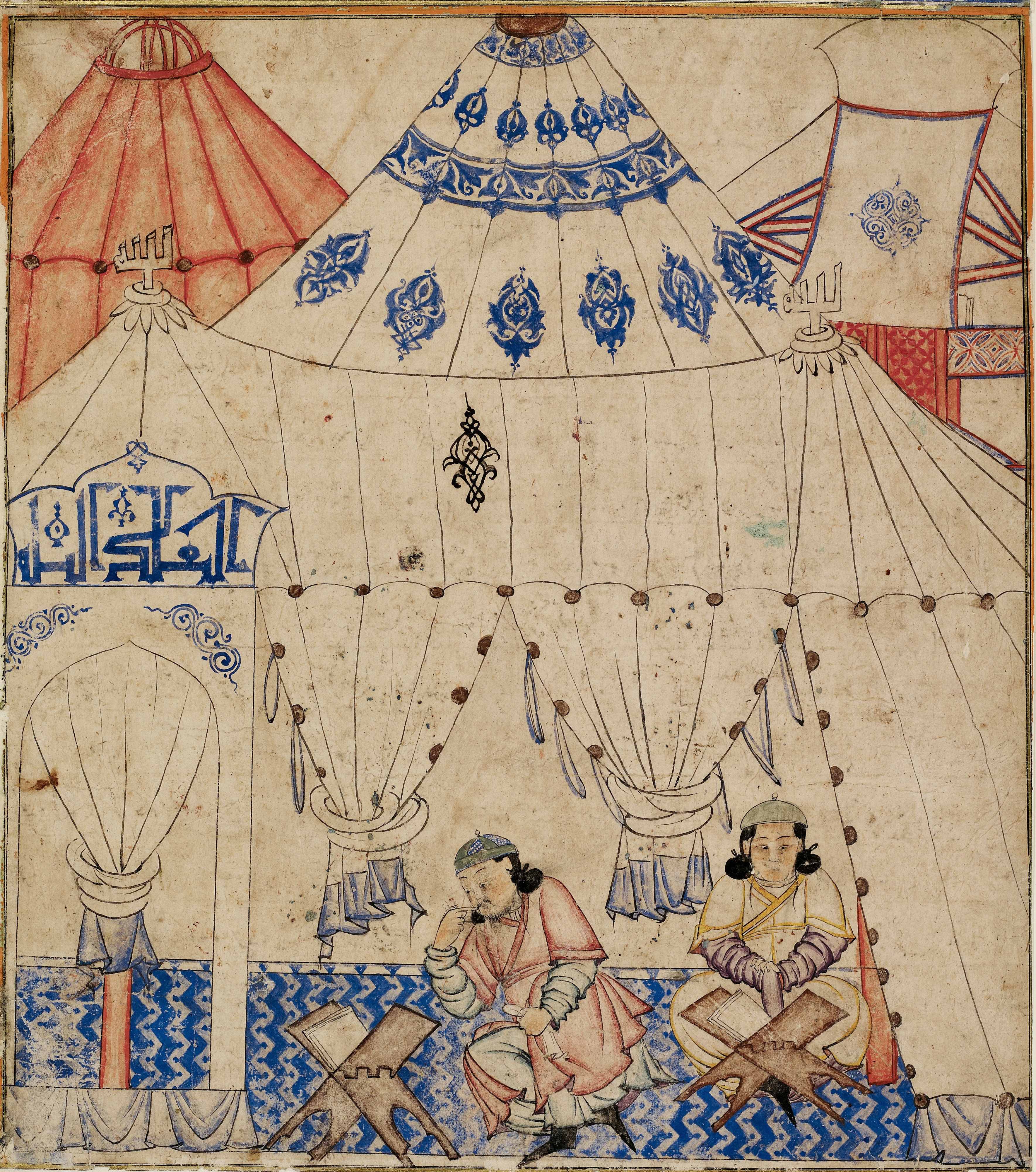
Soberano del Ilkanato, Ghazan, estudiando el Corán

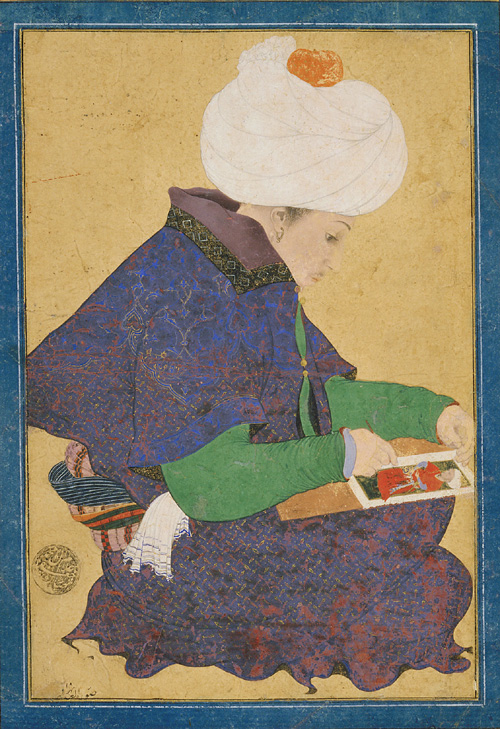
Retrato de un pintor durante el reinado de Mehmed II (1444-1481)

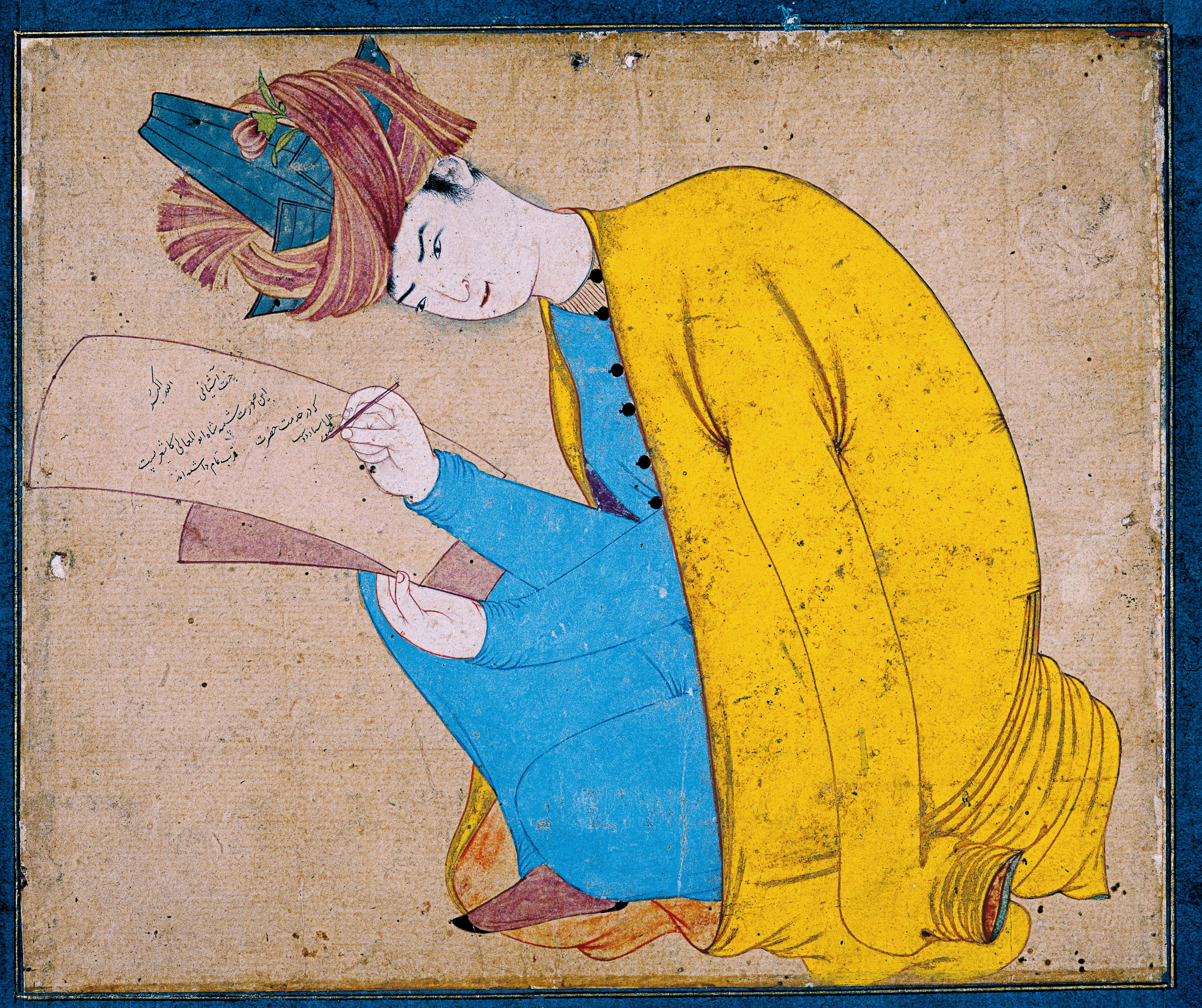
Una miniatura persa de Šāh Abu'l Ma‘ali, un erudito.

En los estudios islámicos existe una tendencia a apoyarse en la historia (como método y enfoque) como un marco científico tranquilizador. Sin embargo, hoy en día, además de los debates recurrentes dentro de la propia historia, muchos científicos miran desfavorablemente una concepción lineal del tiempo (Rovelli 2018).
El primer intento de comprender el Islam como tema de la erudición moderna (en oposición a una herejía cristológica) se dio en el contexto de los estudios orientalistas cristianos europeos del siglo XIX. Examinar y comprender este tipo de islam —una tradición viva heterogénea con algunos elementos no discursivos, internamente extremadamente dinámica y multifacética— es el cometido de los estudios islámicos en el mundo moderno.
Entre 1821 y 1850 se fundaron en Inglaterra la Royal Asiatic Society, en Francia la Société Asiatique, en Alemania la Deutsche Morgenländische Gesellschaft y en Estados Unidos la American Oriental Society.
En la segunda mitad del siglo XIX predominaron los enfoques filológicos e históricos. Lideraron el campo investigadores alemanes como Theodor Nöldeke con su Geschichte des Qorāns (Historia del Corán) y Ignaz Goldziher con su trabajo sobre hadices (Muslim Studies).
Orientalistas y eruditos islámicos por igual prefirieron interpretar la historia del islam de manera conservadora. No cuestionaron la narración tradicional del tiempo temprano del islam, de Mahoma y de cómo se escribió el Corán.
En la década de 1970, la Escuela revisionista de estudios islámicos cuestionó la adhesión acrítica a las fuentes islámicas tradicionales y comenzó a desarrollar una nueva imagen de los primeros tiempos del islam aplicando el método histórico-crítico.

## Temas

### Historia del islam
Comprender la historia del islam proporciona la base indispensable para entender todos los aspectos del islam y su cultura. Los temas de especial interés son:
- Historiografía del islam primitivo
- Historia del Corán
- Historicidad de Mahoma
- Primeras conquistas musulmanas

### Estudios textuales
- Estudios coránicos
- Estudios de hadiz
- Estudios de fiqh

### Estudios textuales de género
La historia de las mujeres y el género en los estudios islámicos experimentó un auge de investigación académica a comienzos de la década de 1990. Esta ola de trabajos estuvo influida por la creciente presencia de mujeres académicas activas política y religiosamente con orígenes musulmanes y árabes. Además, hubo un notable aumento en la utilización de metodologías de estudios de género dentro de los ámbitos tradicionalmente conservadores de la historia y el derecho islámicos.
Obras como Women and Gender in Islam de Leila Ahmed (1992), The Veil and the Male Elite de Fatima Mernissi (publicada por primera vez en inglés en 1991, traducida de un original francés de 1987) y Woman’s Body, Woman’s Word: Gender and Discourse in Arabo-Islamic Writing de Fedwa Malti-Douglas (1991) abarcaron amplios sectores de la historia y el pensamiento islámicos, sugiriendo conexiones estructurales entre discursos religiosos con perspectiva de género y los roles y derechos sociales y políticos de las mujeres a lo largo del tiempo.
El trabajo de esta época impulsó una cantidad significativa de investigaciones académicas que, en los veinte años siguientes, no solo ampliaron y detallaron los argumentos planteados por estas autoras, sino que también analizaron y perfeccionaron sus metodologías. En los últimos años se ha observado un giro hacia la utilización de una gama más amplia de fuentes y el desarrollo de marcos interpretativos más intrincados, algunos de los cuales incluso han cuestionado la idea de un discurso de género islámico uniforme. Tras las influyentes síntesis integrales de comienzos de la década de 1990, estudios más profundos y específicos por contexto se han adentrado en las costumbres sociales, las creencias religiosas y la interacción entre ambas.

### Teología
Kalām: los estudios islámicos de teología a menudo incluyen el estudio de la ciencia tradicional del kalām.
- Escatología islámica

### Misticismo
El sufismo (تصوف taṣawwuf) es una tradición mística del islam basada en la búsqueda de la verdad espiritual tal como se revela gradualmente al corazón y la mente del sufí (quien practica el sufismo). Según Renard (2021), citado por Green, el significado de sufismo es «un método sólido de conocimiento y práctica musulmana que aporta proximidad o meditación con Dios y que se cree que proviene del Profeta Mahoma de generación en generación de quienes lo siguieron» (p. 8). El término etimológico suf vincula el misticismo con la noción educativa del ascetismo. Los ascetas y los místicos tienen roles diferentes y separados en cada contexto, y es preciso buscar en el entorno de cada sufí las razones por las que fue conocido como tal. El sufismo no implica que no sigan propiamente el islam, sino que dedican más tiempo a Dios. Es una forma individual de estudio.
También puede denominarse misticismo islámico. Mientras que otras ramas del islam se centran generalmente en los aspectos exotéricos de la religión, el sufismo se centra principalmente en la percepción directa de la verdad o de Dios mediante prácticas místicas basadas en el amor divino. El sufismo incorpora diversas culturas, filosofías, enseñanzas centrales y cuerpos de conocimiento esotérico.

### Kalām
El kalām surgió como disciplina en respuesta a disputas políticas entre musulmanes y, más tarde, a la influencia de la filosofía helenística y a la expansión del imperio islámico hacia territorios previamente dominados por los imperios sasánida y bizantino. Así, una de las primeras y persistentes cuestiones que desafiaron a la comunidad islámica fue el estatus de un creyente que cometía pecados graves.

### Derecho
El término «derecho islámico» sería en sí mismo un ejemplo de esa fusión holística de dos esferas, al confundir la fe de una persona con sus derechos, o incluso de tres, si se considera que el «derecho» es un aspecto natural de la política estatal que, en un sistema moderno diferenciado, no debería separarse de la religión en sus instituciones y normas.
La jurisprudencia islámica se relaciona con cuestiones cotidianas y sociales en la vida de los musulmanes. Se divide en campos como:
- el estudio de la sharía
- la Economía islámica
- estudios del Corán y los Hadiz[16]

Las distinciones clave incluyen las existentes entre fiqh, hadiz e iytihad.

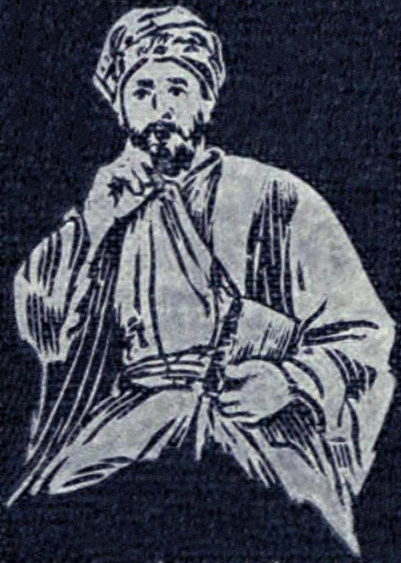
Al-Ghazali, filósofo musulmán (1058-1111)

### Filosofía
Los estudiosos de los estudios islámicos también abordan la larga y rica tradición filosófica desarrollada por los filósofos musulmanes.
Se divide en campos como:
Filosofía islámica temprana
- - Avicenismo
  - Averroísmo
- Filosofía islámica
  - Filosofía sufí
  - Teosofía trascendente
- Ética islámica
- Metafísica sufí

### Ciencias
Los estudiosos de estudios islámicos también están activos en la historia y la filosofía de la ciencia. Se realizaron avances significativos en la ciencia en el mundo musulmán durante la Edad Media, especialmente durante la Edad de oro del islam, considerada un período importante en la historia de la ciencia.
- Cronología de la ciencia y la ingeniería islámicas
- Alquimia y química en el islam medieval
- Astronomía en el islam medieval
  - Astrología islámica
- Inventos en el islam medieval
- Matemáticas en el islam medieval
- Medicina en el islam medieval
  - Oftalmología en el islam medieval
- Física en el islam medieval
- Psicología en la civilización islámica medieval

Los estudiosos también analizan la relación entre islam y ciencia, por ejemplo, en la aplicación de la Ética islámica a la práctica científica.
- Corán y ciencia
- Creacionismo islámico

### Literatura
- Literatura árabe
  - Literatura épica árabe
- Poesía islámica
  - Poesía árabe
- Literatura persa
- Literatura urdu

El instituto Jamia Qurania Arabia Lalbagh en Bangladés cuenta con un amplio fondo de literatura islámica en árabe, bengalí, persa y urdu.

Este campo incluye el estudio del árabe moderno y clásico y la literatura escrita en esas lenguas. A menudo incluye también otras lenguas modernas, clásicas o antiguas de Oriente Próximo y otras áreas que forman parte o han sido parte de, o influidas por, la cultura islámica, como el hebreo, el turco, el persa, el urdu, el azerí y el uzbeko.

### Arquitectura
La Arquitectura islámica abarca todo el conjunto de arquitectura que ha evolucionado dentro de la Cultura musulmana a lo largo de la historia del islam. Por consiguiente, el término comprende tanto edificios religiosos como seculares, expresiones históricas y modernas y la producción de todos los lugares que han estado bajo los distintos niveles de influencia islámica.

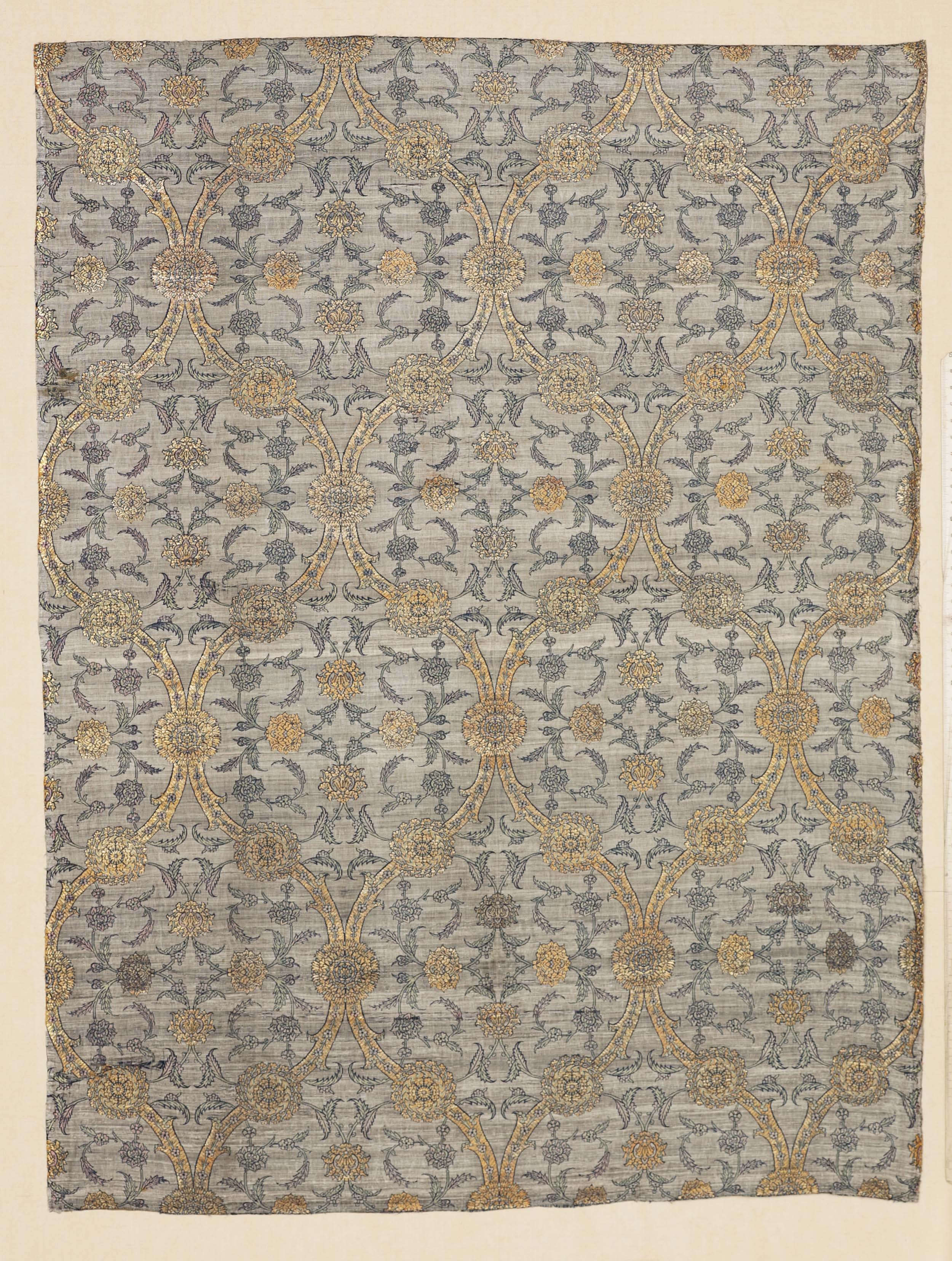
Textil de arte islámico, colección Khalili

### Arte
- Caligrafía islámica
- Cerámica islámica
- Música islámica

El arte visual islámico ha sido, a lo largo de la historia, principalmente abstracto y decorativo, con diseños geométricos, florales, arabescos y caligráficos. A diferencia de la fuerte tradición de representación de la figura humana en el Arte cristiano, el arte islámico se distingue típicamente por no incluir representaciones de seres humanos. La ausencia de retratos se debe a que el islam primitivo prohibía la pintura de seres humanos, especialmente de el Profeta, ya que los musulmanes consideran que esto podría tentar a sus seguidores a la idolatría Esta prohibición de representar seres humanos o iconos se denomina Aniconismo. A pesar de tal prohibición, se observan representaciones humanas en el arte islámico, como el de los mogoles, lo que demuestra una notable diversidad en la interpretación popular durante el periodo premoderno. El aumento del contacto con la civilización occidental también puede haber contribuido a las representaciones humanas en el arte islámico en la época moderna.

### Religión comparada
La religión comparada islámica estudia la relación entre el islam y otras religiones.
- Islam y cristianismo
- Islam y jainismo
- Islam y judaísmo
  - Filosofías judeo-islámicas (800 - 1400)

### Economía
La economía islámica estudia cómo la Economía puede ajustarse a la ley islámica.
- Banca islámica
- Economía islámica en el mundo

### Psicología
- Psicología en la civilización islámica medieval
- Psicología sufí

### Islam y modernidad
Un campo de estudio trata sobre cómo reacciona el islam ante el contacto con la modernidad occidental.
- Al-Nahda
- Islam y modernidad
- Movimientos musulmanes liberales y progresistas

## Revistas académicas
- Die Welt des Islams (Brill)
- Islamic Law and Society (Brill)
- Islam and Christian-Muslim Relations (Routledge)
- Jerusalem Studies in Arabic and Islam (The Max Schloessinger Memorial Foundation, The Hebrew University of Jerusalem)[18]
- Journal of Arabic and Islamic Studies (acceso abierto, Universidad de Lancaster)
- Journal of Islamic Studies (Oxford University Press)
- Hakeem Al Hind (Sree Sankaracharya University of Sanskrit Kerala, India)[19]
- Al Mahara (Maharajas College, Kochin, India)
- The Muslim World (Blackwell Publishing)
- Studia Islamica (Maisonneuve & Larose)
- Pax Islamica (Mardjani Publishing House)
- Journal of Islam in Asia (Universidad Islámica Internacional de Malasia)[20]
- Al-Qanṭara (Consejo Superior de Investigaciones Científicas)
- Journal of Shi'a Islamic Studies (The Islamic College)
- Studia Islamika (Center for the Study of Islam and Society (PPIM), Universidad Estatal Islámica Syarif Hidayatullah de Yakarta, Indonesia)
- American Journal of Islam and Society, International Institute of Islamic Thought (IIIT), Estados Unidos.[21]